# Squadrone volante
Lo Squadrone Volante è stato un gruppo di cardinali del Sacro Collegio della Chiesa cattolica romana, chiamato così per la mancanza di condizionamenti politici dei cardinali membri.

## Onomaturgia
Chiamato anche Fazione di Dio, Cantone Svizzero e Setta Libertina, attinse il suo nome principale dalla tattica militare dell'epoca: in essa si designava "squadrone volante" un gruppo di cavalleria di dimensioni variabili, impiegato per pattugliare le campagne, raccogliere notizie, esplorare i movimenti nemici, scortare le carovane, ecc.
L'estrema mobilità delle tecniche così usate, nell'impiego militare, fu all'origine della metonimia, adoperata anche per designare altre coalizioni di interesse nei secoli XVII e XVIII.

## Storia
Esso tentò di influenzare l'esito di alcuni conclavi, riuscendo a far eleggere, fra le sue file, Fabio Chigi nel 1655 e Giulio Rospigliosi nel 1667. 
Lo Squadrone Volante aveva l'appoggio di Cristina di Svezia, grazie al rapporto personale della regina col cardinale Decio Azzolino.

### Componenti
Tra i componenti del gruppo si segnalano: Ottavio Acquaviva, Giberto Borromeo, Lorenzo Imperiali, Pietro Vito Ottoboni, Francesco Albizzi, Luigi Omodei e Carlo Gualterio.